# Coelioxys emarginatella
Coelioxys emarginatella is een vliesvleugelig insect uit de familie Megachilidae. De wetenschappelijke naam van de soort is voor het eerst geldig gepubliceerd in 1982 door Pasteels.